# Elektronische Gesundheitsakte (Österreich)
Die elektronische Gesundheitsakte (ELGA) ist in Österreich ein System zur Standardisierung der elektronischen Kommunikation zwischen Gesundheitsdiensteanbieter auf der Basis von HL7 sowie zur Vernetzung von Gesundheitsdaten und -informationen auf der Basis der Clinical Document Architecture.

## Geschichte und Entwicklung
In den Jahren 2006 bis 2010 arbeitete die ARGE ELGA im Auftrag des Gesundheitsministeriums mit dem Hauptverband der Sozialversicherungsträger, der Bundesgesundheitsagentur und den Bundesländern an der Entwicklung von ELGA. Von ELGA verspricht man sich eine „Steigerung der Qualität, der Effektivität und der Effizienz der gesundheitlichen Versorgung“ durch „einheitliche Vorgaben für einheitliche Dokumentation und Codierung der Information“. Finanziert wurde die ARGE ELGA durch die Bereitstellung von 2,4 Millionen Euro von der Bundesgesundheitsagentur.
Bis zum Jahr 2007 wurden Grundlagenstudien durchgeführt, ab 2008 begann die Detailplanung. Mit dem ELGA-Gesetz, das am 1. Jänner 2013 in Kraft getreten ist, hat das Parlament nach umfassenden Verhandlungen die Rechtsgrundlage für die Umsetzung der bundesweiten ELGA geschaffen. Dazu gehören die Errichtung der technischen Komponenten (ELGA-Portal für Bürger, der Zentrale Patientenindex, Index der Gesundheitsdiensteanbieter, Berechtigungs- und Protokollierungssystem, lokale ELGA-Bereiche) und die schrittweise Bereitstellung von Gesundheitsdaten (zunächst Spitalsentlassungsbriefe, Labor- und Radiologiebefunde) für die Verwendung durch verschiedene per Gesetz definierte Gesundheitsorganisationen und Berufsgruppen im Gesundheitswesen.
Das Gesetz sieht einen stufenweisen Roll-Out bis 2022 vor. Die ersten ELGA-Anwendungen sind e-Befund und e-Medikation. Die e-Medikation ist seit Herbst 2019 flächendeckend im niedergelassenen Bereich (Apotheken und Kassenordinationen) ausgerollt. Die Anbindung der öffentlichen Krankenhäuser hat Ende 2015 gestartet und ist nun flächendeckend erfolgt.

## Teilnahme und Abmeldung
Betreff Teilnahme an ELGA wurde nach anfänglichen Protesten teilweise eine Widerspruchsmöglichkeit geschaffen, wo Patienten, die sich teilweise oder komplett von ELGA abmelden wollen, schriftlichen Widerspruch einlegen können. Alternativ dazu wurde in den Folgejahren auch ein Weg etabliert, die Widerspruchserklärung im ELGA-Portal online mittels ID Austria abgeben zu können.
Im Sommer 2014 wurde von österreich Hausärzten die Abmeldung von ELGA mit einer Warnung vor Datenmissbrauch beworben. Mit Stand Juni 2015 hatten sich 218.000 Personen von ELGA abgemeldet. Bis Ende 2019 haben sich 390.000 Personen von ELGA abgemeldet, das entspricht 3,4 % der Bürger. Mit 1. Dezember 2020 waren 297.000 Personen von ELGA abgemeldet, die rückläufigen Zahlen hingen unter anderem damit zusammen, dass im Rahmen der COVID-19-Pandemie in Österreich Druck aufgebaut wurde, sich nicht abzumelden bzw. sich nach erfolgter Abmeldung wieder bei ELGA anzumelden. So waren anfangs nach der breiten Verfügbarkeit von Corona-Schnelltest diese nur dann in einer bestimmten Menge kostenfrei in Apotheken erhältlich, wenn die betreffende Person bei ELGA angemeldet war.
Nicht abmelden können sich Personen vom elektronischen Impfpass, welcher im Zuge der COVID-19-Pandemie in Österreich eingeführt wurde und von ELGA betrieben wird. Dieser Zustand der fehlenden Widerspruchsmöglichkeit wurde auch nach der COVID-Pandemie mit Stand Ende 2023 beibehalten. Im Rahmen der Einführung von elektronischen Impfzertifikaten wurde, mit Hinblick auf die COVID-19-Pandemie in den Jahren 2020 bis Anfang 2023, Datenschutzbedenken als nicht so wesentlich angesehen. So kam es nicht nur dazu, dass sich Personen nicht von dem 2021 eingeführten elektronischen Impfpass abmelden können, es wurde im Rahmen der COVID-19-Impfpflicht in Österreich auch überlegt, alle im Rahmen der ELGA-Vernetzung verfügbaren medizinischen Daten in das Bundesrechenzentrum (BRG) zu „spiegeln“, um mittels Datenverknüpfungen mit Methoden einer Rasterfahndung jene Personen zu finden, welche sich der Impfpflicht entzogen haben.
Unabhängig von einem allfälligen Widerspruch müssen Gesundheitsdaten (z. B. Labor- und Radiologiebefunde, Röntgenaufnahmen) weiterhin wie auch bereits bisher in den stationären Gesundheitseinrichtungen wie bspw. Krankenhäuser für 30 Jahre gespeichert werden. Im niedergelassenen Bereich beträgt diese Speicherverpflichtung 10 Jahre. ELGA selbst speichert keine Daten, sondern vernetzt lediglich die für ELGA bereitgestellten Dokumente. Ein ELGA-Widerspruch betrifft die Zugriffsmöglichkeit durch den Versicherten selbst auf die eigenen Daten und Dokumente sowie den Zugriff durch Gesundheitsdiensteanbieter.

## ELGA GmbH
Die ELGA GmbH wurde 2009 als Nachfolgeorganisation der ARGE ELGA gegründet.
Zu den Kernaufgaben der ELGA GmbH gehören die Weiterentwicklung der IT-Architektur der elektronischen Gesundheitsakte, die Weiterentwicklung von eingesetzten Standards inklusive der internationalen Abstimmung, die übergreifende Programmsteuerung über alle dafür notwendigen Projekte, das Management und die Durchführung erforderlicher Integrationstests, die Öffentlichkeitsarbeit, die übergreifende Koordination des Betriebs sowie die Weiterentwicklung und Kontrolle der Informationssicherheit in ELGA.
Unternehmenszweck der ELGA GmbH ist „die nicht auf Gewinn gerichtete Erbringung von im Allgemeininteresse liegenden Serviceleistungen auf dem Gebiet der Daseinsvorsorge im Bereich von e-Health zur Einführung und Implementierung der elektronischen Gesundheitsakte.“ Eigentümer sind Bund, Länder und Sozialversicherung.
Rund 200 Personen aus dem Fachpersonal von Sozialversicherungsträgern (u. a. Gebietskrankenkassen), Krankenhausträgern (z. B. vom KAV Wien und der Oberösterreichischen Gesundheitsholding GmbH), Ärztekammer, Software-Hersteller und Befundprovider Telekom Austria, vom österreichischen Normungsinstitut sowie der Fachhochschule Technikum Wien erarbeiten Dokumentenmuster auch im Hinblick auf Nahtstellenmanagement und der Interoperabilität der IT-Systeme. Dafür wurden CDA-Implementierungsleitfäden beispielhaft für einen Befundbericht Labor, Befundbericht Radiologie sowie für Entlassungsbriefe eines Arztes und aus der Pflege erstellt. Diese wurden zur Kommentierung veröffentlicht.

## Zugriff
Zugriffsmöglichkeit auf ELGA-Dokumente bzw. der Verweise auf diese Dokumente via e-card sollen Ärzte nach österreichischem Ärztegesetz, Krankenanstalten, Apotheken bzw. deren Mitarbeiter haben. Betriebsärzte und Amtsärzte sowie Ärzte, Krankenanstalten und Apotheken im Ausland, Behörden und Versicherungen sollen auf die Verweise auf ELGA-Dokumente nicht zugreifen können. Prinzipiell ist eine zeitlich begrenzte Speicherung der Verweise von zehn Jahren festgelegt. Die gesetzlich festgelegte Aufbewahrungspflicht von Krankengeschichten ist davon unberührt.
Die Patienten verfügen über ein generelles oder ein abgestuftes Opt-out, das heißt das Recht, Verweise auf ihre Dokumente bei den unterschiedlichen Institutionen gänzlich oder teilweise zu unterbinden. Erweiterte Informationspflichten über das Recht auf Opt-out bestehen für HIV-Erkrankung, Schwangerschaftsabbruch, psychische Erkrankungen und genetische Analysen.

## Anbindung
ELGA wird als zusätzliche Software (Modul) in bestehende EDV-Systeme integriert, z. B. in die Arztsoftware, die Apothekensoftware oder in Krankenhausinformationssysteme. Ziel ist eine komfortable und benutzerfreundliche Anwendung für die Nutzerin bzw. den Nutzer in der Ordination, der Apotheke oder im Krankenhaus zu ermöglichen.
Die bei einem ELGA-Gesundheitsdiensteanbieter (ELGA-GDA) beim Speichern von ELGA-Gesundheitsdaten entstehenden Verknüpfungen (Verweise) mit ihrem Speicherort werden in einem Inhaltsverzeichnis (Verweisregister) eingetragen. Diese Inhaltsverzeichnisse befinden sich in den sogenannten ELGA-Bereichen. Sie zeigen, in welchen Speichersystemen der ELGA-GDA ELGA-Gesundheitsinformationen zu einer bestimmten Patientin bzw. Patienten verfügbar sind. Der Abruf von ELGA-Gesundheitsdaten kann ausschließlich bei einem aufrechten Behandlungs- oder Betreuungsverhältnis durch einen berechtigten ELGA-GDA erfolgen. Unter Heranziehung der zentralen ELGA-Komponenten zur Überprüfung der Identität der Patientinnen und Patienten, der ELGA-GDA sowie der Berechtigungsregeln werden somit bei einem berechtigten Zugriff auf ELGA die ELGA-Gesundheitsdaten, die verteilt bei verschiedenen ELGA-GDA gespeichert wurden, patientenbezogen gebündelt und übersichtlich die Nutzerin bzw. den Nutzer auf dem Bildschirm angezeigt.
Um die Funktionalitäten von ELGA nutzen zu können, sind die einzelnen ELGA Gesundheitsdiensteanbieter (ELGA-GDA) verpflichtet, selbst für die Anbindung an einzelne ELGA-Bereiche Sorge zu tragen, etwa über Service-Provider, die solche Dienste und Anbindungen anbieten, oder direkt über klar definierte, auf internationalen Standards aufbauende Schnittstellen (z. B. OASIS, W3C, IHE Profile), die von den ELGA Bereichsbetreibern verpflichtend anzubieten sind.
Weitere detailliertere Informationen zur Anbindung mit den aktuell gültigen Dokumenten findet man auf der offiziellen ELGA Homepage.
Auch ist eine Anbindung über das e-Card System der SVC möglich.
Seit 2021 stehen zusätzlich auch eImpfDoc-Tablets für die Eintragung von Impfungen zur Verfügung.

## Datenschutzrechtliche Garantien
Art 8 Abs 4 der Datenschutzrichtlinie 95/46/EG und § 1 Abs 2 DSG 2000 verlangen angemessene Garantien bei der Verwendung sensibler Daten. Das Gesundheitstelematikgesetz 2012 (GTelG 2012) sieht folgende angemessene Garantien vor:
- einheitliche datenschutzrechtliche Standards bei der Verwendung von Gesundheitsdaten (§ 1 Abs 2 Z 1 und § 28 GTelG 2012)
- eindeutige Identifikation der ELGA-Teilnehmer und der ELGA-Gesundheitsdiensteanbieter (Ärzte, Krankenanstalten, Apotheken, Pflegeeinrichtungen) als unabdingbare Voraussetzung dafür, dass das System ELGA verwendet werden kann und darf (§ 4 Abs 4, § 14 Abs 1 Z 1 und 2, § 18 und § 20 Abs 5 Z 2 lit a GTelG 2012)
- technische Sicherstellung des rollenbasierten Zugriffs (§ 3 Abs 3 GTelG 2012 iVm Anlage 1 GTelV 2012)
- verpflichtendes IT-Sicherheitskonzept für alle GDA (§ 8 GTelG 2012)
- gesetzlich explizit verankertes Verwendungsverbot (§ 14 Abs 3 GTelG 2012)
- spezielle Verschwiegenheitspflicht (§ 14 Abs 4 GTelG 2012)
- Opt-out (§ 15 GTelG 2012)
- Recht der ELGA-Teilnehmer elektronische Verweise und ihre ELGA-Gesundheitsdaten ein- und auszublenden sowie zu löschen (§ 16 GTelG 2012)
- Einrichtung einer ELGA-Ombudsstelle (§ 17 GTelG 2012)
- eindeutige Identifikation der ELGA-Teilnehmer und der ELGA-Gesundheitsdiensteanbieter (§ 18 GTelG 2012)
- Datenspeicher müssen sich im Gebiet der Europäischen Union befinden (§ 20 Abs 1 GTelG 2012)
- absolute Obergrenze von 10 Jahren für die Speicherung (§ 20 Abs 3 GTelG 2012)
- grundsätzlich dezentrale Speicherung – zentral gespeicherte Daten (Medikationsdaten) sind nach einem Jahr zu löschen (§ 20 Abs 4 GTelG 2012)
- Einrichtung eines Berechtigungssystems (§ 21 GTelG 2012)
- Einrichtung eines Protokollierungssystems (§ 22 GTelG 2012)
- einfache und übersichtliche Protokollierung der Zugriffe (§ 22 Abs 4 GTelG 2012)
- neue verwaltungsstrafrechtliche Konsequenzen (§ 25 GTelG 2012)
- Information über LIVE (BGBl. I Nr. 111/2012: Art 2 bis 5 des ELGA-Gesetzes)

## Kritik
Die Ärztekammer warnt vor einem „gläsernen Patienten“, sieht keine vernünftige Relation von Kosten und Nutzen und steht schließlich auf dem Standpunkt, dass „nur ein Arzt entscheiden dürfe, welche Daten im Sinn des Patienten weitergegeben werden dürfen“.
Die ÖGAM verweist auf den Begriff der evidenzbasierten Medizin, der erst mit Leben gefüllt werden müsste. Zum Ausmaß der Qualität der Primärversorgung könne ELGA kaum beitragen.
Die Datenschutzkommission regt eine prinzipielle Opt-in-Notwendigkeit für den Austausch von allen Gesundheitsdaten an und weist darauf hin, dass im Grunde jeder Anspruch auf Gesundheitsdaten stellen könne. Damit wird auf eine mögliche Verwendung der Verweise zur Berechnung von Versicherungsrisiken und Vermarktung von Medikamenten hingewiesen.
Im Oktober 2014 wurde ELGA mit dem Big Brother Award (Negativpreis) ausgezeichnet.

## Kritik an der Kritik
Der Vorwurf des gläsernen Patienten bei ELGA gehe angesichts des strengen, gesetzlichen Verwendungsverbotes u. a. für Behörden, Gerichte, Versicherungsunternehmen, Arbeitgeber (§ 14 Abs 3 GTelG 2012) ins Leere. Außerdem dürfen nach geltendem Recht Gesundheitsdaten gegenwärtig viel weiter verwendet werden, etwa durch Gerichte, Organe des Bundes oder die WADA.
Auch zeigen die Erfahrungen aus dem europäischen Projekt epSOS, dass Opt-in-Systeme im Bereich der Gesundheitsversorgung praktisch nicht genutzt werden.
Dass beispielsweise Art 8 Abs 3 der Datenschutzrichtlinie 95/46/EG keine Rechtsgrundlage darstelle, wird von der Art-29-Datenschutzgruppe zwar behauptet, aber nicht begründet.